# Niederthor

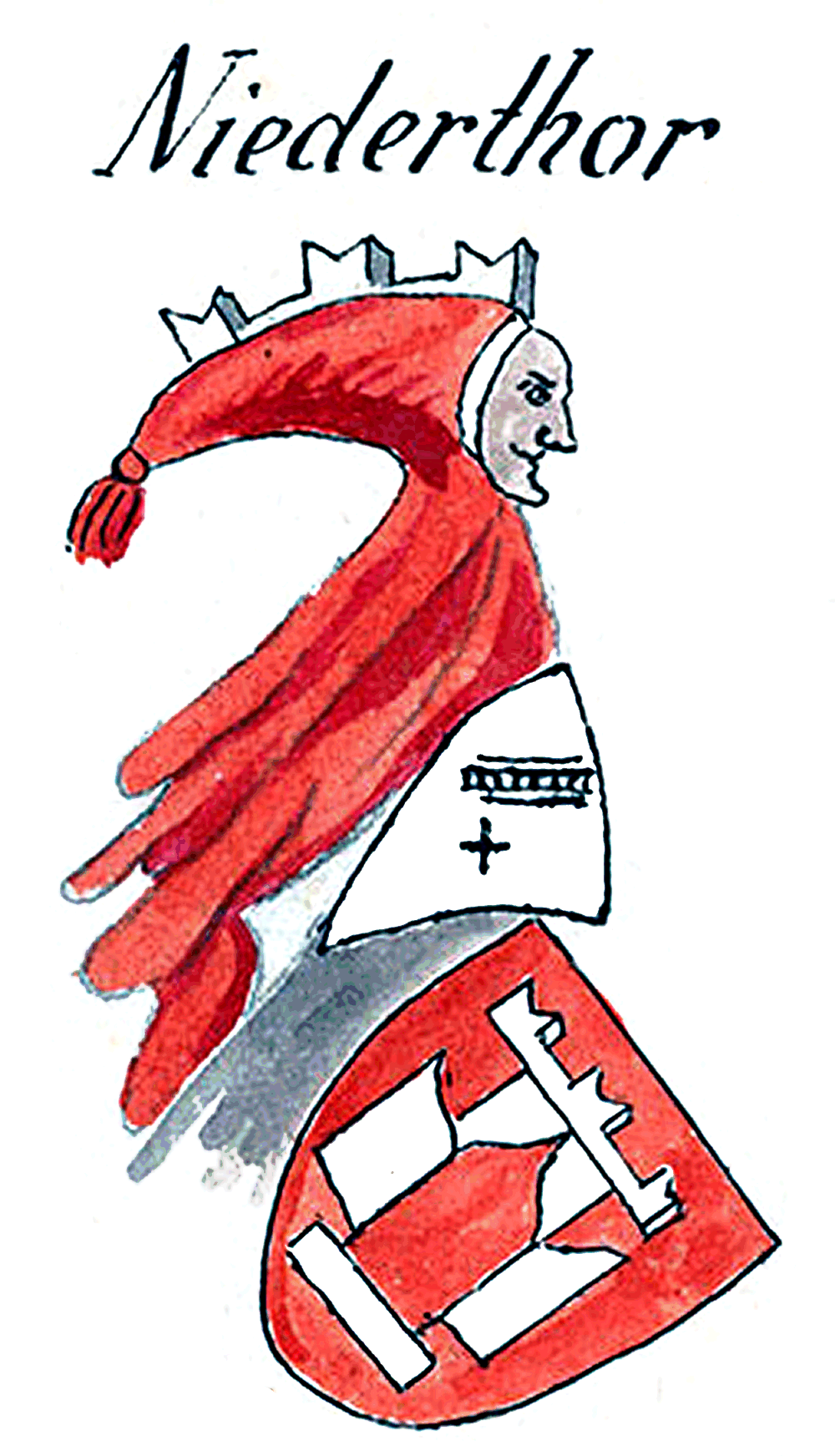
Stammwappen der Niederthor

Die Edlen von Niederthor zu Neuhaus, auch Niedertor, waren ein altes Adelsgeschlecht aus Tirol, das 1556/58 erloschen ist. 

## Geschichte
Die Niederthor zählten zu den ältesten Geschlechtern Bozens. Der Name geht auf die Lage ihres Wohnsitzes am Niedertor, der ehemaligen Befestigung des Ostendes der Lauben am heutigen Rathausplatz, zurück. Hier waren die Niedertor als Ministerialen der Edelfreien von Wangen mit einem Turm am Ausgang zur Bindergasse belehnt. Als Stammvater gilt der 1212 ersturkundlich bezeugte Eberhard „de Porta“, dessen Deszendenz seit dem frühen 13. Jahrhundert mit dem Prädikat „de Inferiori porta (Bozani)“ bzw. auf Deutsch „Niedertor“ erscheint. Die Niederthor dienten später als Ministeriale der Grafen von Eppan sowie der Grafen von Tirol. Hugo von Niederthor erscheint 1304 als „nobilis et potens miles“, welcher bis 1306 als Inhaber der Hauptmannschaft Persen im Hochstift Trient fungierte. Heinrich II. von Niederthor hinterließ aus seiner Ehe mit Klara vom Thurm zu Bozen u. a. den Sohn Arnold von Niederthor. Arnolds Sohn Hans von Niederthor erlangte durch seine Teilnahme 1361 am Landtag in Meran den Eintrag in die Tiroler Adelsmatrikel. 1382 erwarb die Familie Burg und Gericht Neuhaus bei Terlan. Fälschlicherweise berichtete der Historiker Franz Adam von Brandis in seinem Tiroler Ehren-Kräntzel, dass Neuhaus bereits 1315 von Hugo von Niederthor erworben worden sei. 1422 vermählte sich Margarethe von Niederthor mit dem Landeshauptmann an der Etsch Hans Jakob von Khuen. Um 1470 stiftete Arnold (II.) von Niederthor zu Neuhaus den Heiligkreuzaltar in der Marienpfarrkirche Bozen. Sigmund von Niedertor († um 1476) diente am Hof von Kaiser Friedrich III. als dessen Kammermeister. 1481 empfingen die Brüder Wolfgang, Arnold und dessen Vettern Sigmund und Ziprian von Niederthor das Erbmundschenkamt des Hochstifts Brixen. 1493 war Veit von Niederthor Domherr von Augsburg und Brixen. 1524 erwarb er das Dorfgericht nebst dem Zwing, Bann und Vogteirechten über einige Güter in Anhausen bei Augsburg, welches Lehen er später dem Domkapitel Augsburg abtrat. Cyprian von Niederthor bekleidete 1501/02 das Amt des stellvertretenden Landeshauptmanns von Tirol. 
Mit Georg von Niederthor auf Fragsburg, verheiratet mit Susanna Fuchs von Fuchsberg, ist die Familie 1556, andere Quellen nennen den 22. Juni 1558 als Todestag, im Mannesstamm erloschen. Die Erbentochter Margarethe von Niederthor († 1610) heiratete Johann Jakob Khuen von Belasy, der den Allodialbesitz und das erledigte Wappen der Niederthor an seine Familie brachte. Weitere Erben waren durch Einheirat die Boymont zu Payrsberg sowie die Grafen von Lodron. Das Erbmundschenkamt ging an die Thun-Hohenstein, Fragsburg an die Scheck von Goldrain sowie die Pfandherrschaft Neuhaus zur Schuldenbegleichung an die Grafen von Wolkenstein-Trostburg.

## Genealogie (Auswahl)
1. Sigmund I. von Niederthor, ⚭ Margarethe von Villanders
  1. Sigmund II. von Niederthor, ⚭ Dorothea von Lichtenstein
    1. Sigmund III. von Niederthor († um 1476), ⚭ Dorothea von Annenberg
      1. Sigmund IV. von Niederthor († nach 1528), Erbmundschenk von Brixen

    2. Veit von Niederthor, ⚭ Barbara von Weineck 
      1. Arnold von Niederhor, Pfleger von Sarntal, Stadthauptmann von Bozen
      2. Wolfgang von Niederthor, Erbmundschenk von Brixen 
        1. Georg von Niederthor, 1499 Hauptmann von Churburg
        2. Leo von Niederthor, Hauptmann von Reichenberg
        3. Veit von Niederthor († 1539), 1493 Domherr von Augsburg und Brixen

    3. Cyprian von Niederthor, kaiserlicher Rat und Kämmerer, 1500 Gerichtsherr von Kastelbell

## Wappen
Historische Wappenbilder

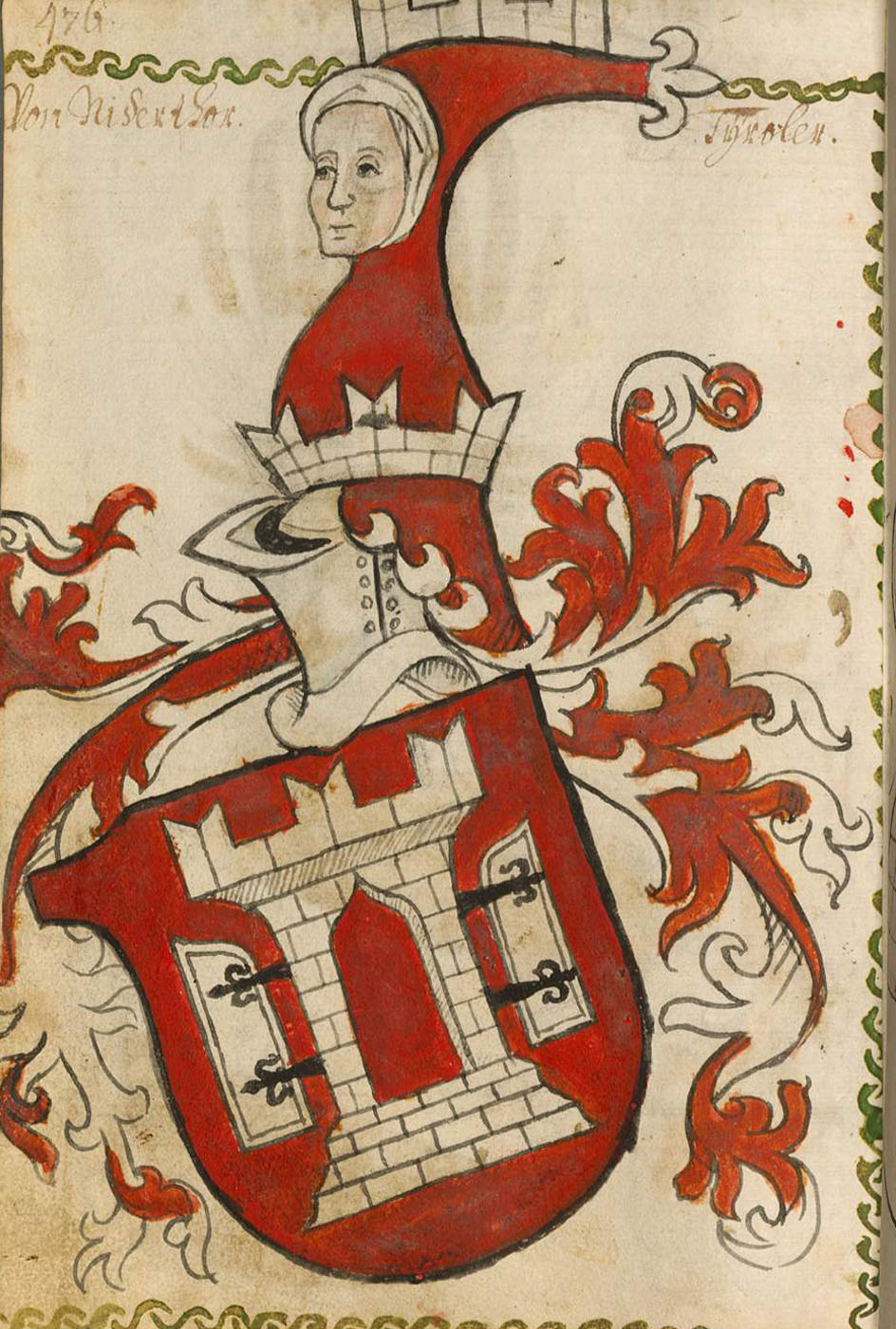
Wappen der Niederthor in Scheiblers Wappenbuch
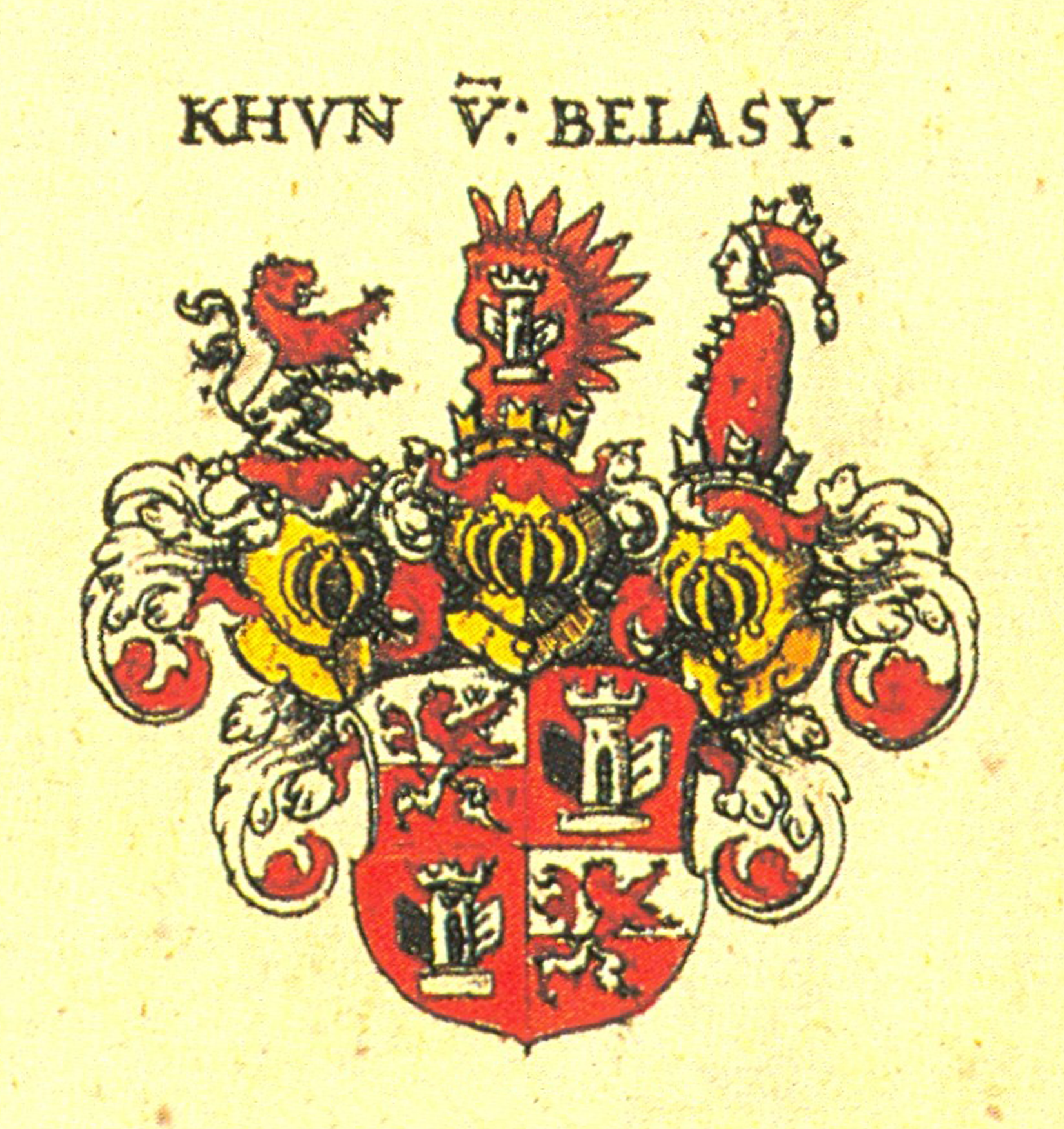
Gemehrtes Wappen der Khuen von Belasy in Siebmachers Wappenbuch
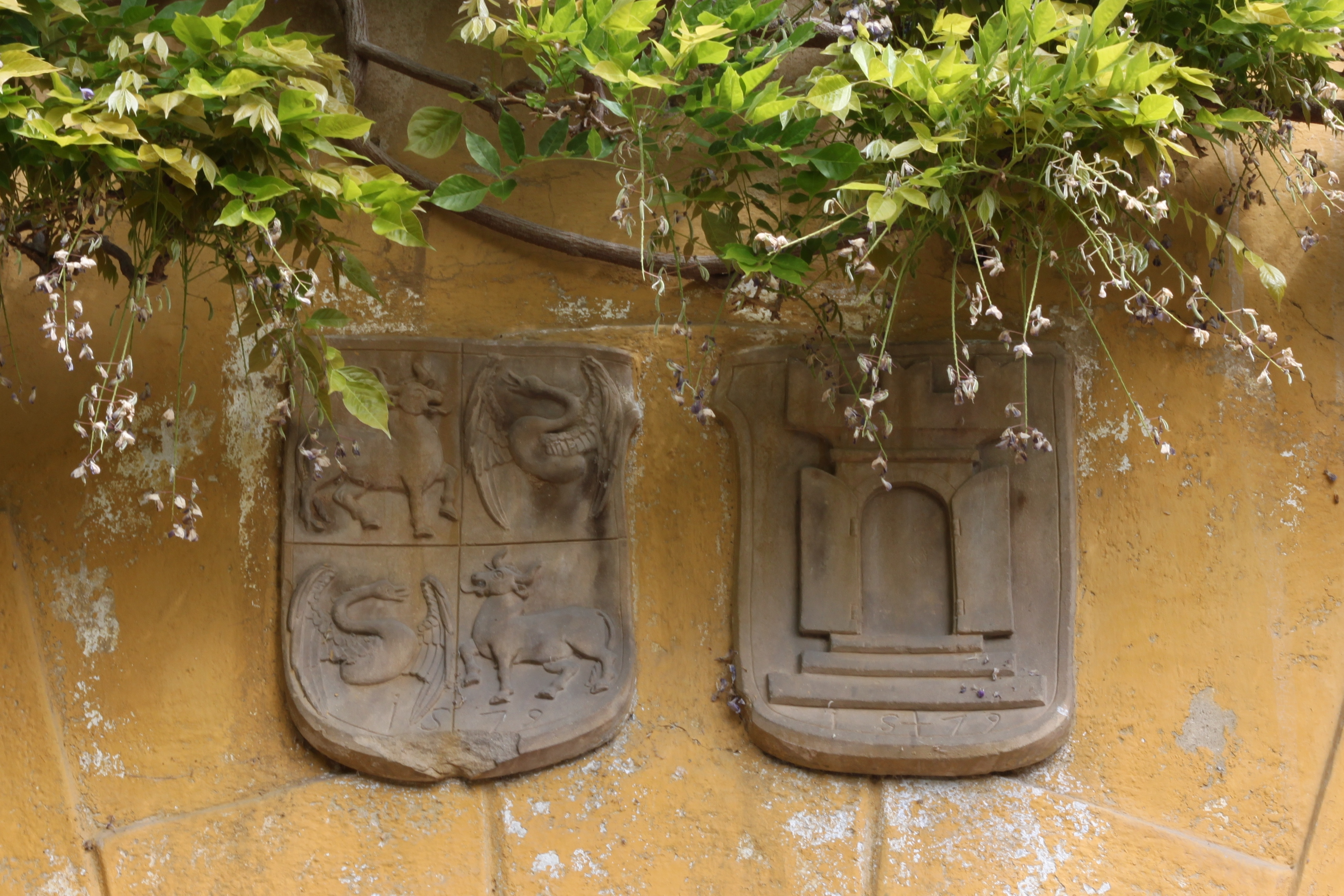
Allianzwappen Payrsberg-Niederthor am Ansitz Oberpayrsberg
Wappen der Gemeinde Terlan, identisch mit dem Wappen der Niederthor